# Chorigyne pterophylla
Chorigyne pterophylla är en enhjärtbladig växtart som beskrevs av R.Erikss. Chorigyne pterophylla ingår i släktet Chorigyne och familjen Cyclanthaceae. Inga underarter finns listade.